# Campeonato Europeo de Ciclismo en Pista de 2022
El XIII Campeonato Europeo de Ciclismo en Pista se celebró en Múnich (Alemania) entre el 11 y el 16 de agosto de 2022, bajo la organización de la Unión Europea de Ciclismo (UEC) y la Unión Ciclista de Alemania.
Las competiciones se celebraron en un velódromo construido en la Messe München. Fueron disputadas 22 pruebas, 11 masculinas y 11 femeninas.
Los ciclistas de Rusia y Bielorrusia fueron excluidos de este campeonato debido a la invasión rusa de Ucrania.

## Medallistas

### Masculino
| Evento                          | Oro                                                                                             | Plata                                                                               | Bronce                                                                                    |
| ------------------------------- | ----------------------------------------------------------------------------------------------- | ----------------------------------------------------------------------------------- | ----------------------------------------------------------------------------------------- |
| Velocidad individual (14.08)    | Sébastien Vigier Francia                                                                        | Jack Carlin Reino Unido                                                             | Rayan Helal Francia                                                                       |
| Velocidad por equipos (12.08)   | Países Bajos · Jeffrey Hoogland · Harrie Lavreysen · Roy van den Berg · 34,639                  | Francia Timmy Gillion Rayan Helal Sébastien Vigier Melvin Landerneau 35,516         | Reino Unido Jack Carlin Alistair Fielding Hamish Turnbull 35,173                          |
| Persecución individual (13.08)  | Nicolas Heinrich · Alemania · 4:09,320                                                          | Davide Plebani · Italia · 4:12,924                                                  | Manlio Moro · Italia · 4:15,362                                                           |
| Persecución por equipos (12.08) | Francia Thomas Denis Quentin Lafargue Valentin Tabellion Benjamin Thomas Thomas Boudat 3:50,507 | Dinamarca Carl-Frederik Bévort Tobias Hansen Rasmus Pedersen Robin Skivild 3:51,692 | Reino Unido Rhys Britton Kian Emadi Charlie Tanfield Oliver Wood William Tidball 3:54,373 |
| 1 km contrarreloj (15.08)       | Melvin Landerneau Francia 59,975                                                                | Matteo Bianchi · Italia · 1:00,089                                                  | Maximilian Dörnbach · Alemania · 1:00,225                                                 |
| Carrera por puntos (12.08)      | Benjamin Thomas Francia 135 pts.                                                                | Robbe Ghys · Bélgica · 123 pts.                                                     | Vincent Hoppezak · Países Bajos · 113 pts.                                                |
| Scratch (13.08)                 | Iúri Leitão Portugal                                                                            | Moritz Malcharek · Alemania                                                         | Roy Eefting · Países Bajos                                                                |
| Keirin (16.08)                  | Sébastien Vigier Francia                                                                        | Maximilian Dörnbach · Alemania                                                      | Melvin Landerneau Francia                                                                 |
| Madison (16.08)                 | Theo Reinhardt · Roger Kluge · Alemania · 101 pts.                                              | Thomas Boudat Donavan Grondin Francia 91 pts.                                       | Robbe Ghys · Fabio Van den Bossche · Bélgica · 58 pts.                                    |
| Eliminación (14.08)             | Elia Viviani · Italia                                                                           | Theo Reinhardt · Alemania                                                           | Jules Hesters · Bélgica                                                                   |
| Ómnium (15.08)                  | Donavan Grondin Francia 150 pts.                                                                | Simone Consonni · Italia · 148 pts.                                                 | Sebastián Mora Vedri · España · 146 pts.                                                  |

### Femenino
| Evento                          | Oro                                                                                 | Plata | Bronce                                                                  |
| ------------------------------- | ----------------------------------------------------------------------------------- | --- | ----------------------------------------------------------------------- |
| Velocidad individual (15.08)    | Emma Hinze · Alemania                                                               | Mathilde Gros Francia                                                                                             | Laurine van Riessen · Países Bajos                                      |
| Velocidad por equipos (12.08)   | Alemania · Lea Friedrich · Pauline Grabosch · Emma Hinze · 38,061                   | Países Bajos · Shanne Braspennincx · Kyra Lamberink · Hetty van de Wouw · Steffie van der Peet · 38,304           | Polonia · Marlena Karwacka · Urszula Łoś · Nikola Sibiak · 39,164       |
| Persecución individual (13.08)  | Mieke Kröger · Alemania · 3:22,469                                                  | Lisa Brennauer · Alemania · 3:23,566                                                                              | Vittoria Guazzini · Italia · 3:24,813                                   |
| Persecución por equipos (12.08) | Alemania · Franziska Brauße · Lisa Brennauer · Lisa Klein · Mieke Kröger · 4:10,872 | Italia · Rachele Barbieri · Vittoria Guazzini · Letizia Paternoster · Silvia Zanardi · Martina Fidanza · 4:11,571 | Francia Victoire Berteau Marion Borras Clara Copponi Valentine Fortin — |
| 500 m contrarreloj (13.08)      | Emma Hinze · Alemania · 32,668                                                      | Olena Starikova · Ucrania · 33,004                                                                                | Miriam Vece · Italia · 33,434                                           |
| Carrera por puntos (14.08)      | Lotte Kopecky · Bélgica · 85 pts.                                                   | Silvia Zanardi · Italia · 53 pts.                                                                                 | Victoire Berteau Francia 47 pts.                                        |
| Scratch (12.08)                 | Anita Stenberg · Noruega                                                            | Jessica Roberts Reino Unido                                                                                       | Nikola Wielowska · Polonia                                              |
| Keirin (16.08)                  | Lea Friedrich · Alemania                                                            | Urszula Łoś · Polonia                                                                                             | Olena Starikova · Ucrania                                               |
| Madison (16.08)                 | Silvia Zanardi · Rachele Barbieri · Italia · 41 pts.                                | Clara Copponi Marion Borras Francia 40 pts.                                                                       | Amalie Dideriksen Julie Leth Dinamarca 38 pts.                          |
| Eliminación (13.08)             | Lotte Kopecky · Bélgica                                                             | Pfeiffer Georgi Reino Unido                                                                                       | Mylène de Zoete · Países Bajos                                          |
| Ómnium (15.08)                  | Rachele Barbieri · Italia · 174 pts.                                                | Clara Copponi Francia 171 pts.                                                                                    | Daria Pikulik · Polonia · 167 pts.                                      |

## Medallero
| Núm. | País         | Oro | Plata | Bronce | Total |
| ---- | ------------ | --- | ----- | ------ | ----- |
| 1    | Alemania     | 8   | 4     | 1      | 13    |
| 2    | Francia      | 6   | 5     | 4      | 15    |
| 3    | Italia       | 3   | 5     | 3      | 11    |
| 4    | Bélgica      | 2   | 1     | 2      | 5     |
| 5    | Países Bajos | 1   | 1     | 4      | 6     |
| 6    | Noruega      | 1   | 0     | 0      | 1     |
| 6    | Portugal     | 1   | 0     | 0      | 1     |
| 8    | Reino Unido  | 0   | 3     | 2      | 5     |
| 9    | Polonia      | 0   | 1     | 3      | 4     |
| 10   | Dinamarca    | 0   | 1     | 1      | 2     |
| 10   | Ucrania      | 0   | 1     | 1      | 2     |
| 12   | España       | 0   | 0     | 1      | 1     |
|      | TOTAL        | 22  | 22    | 22     | 66    |